# Alfred Hrdlicka

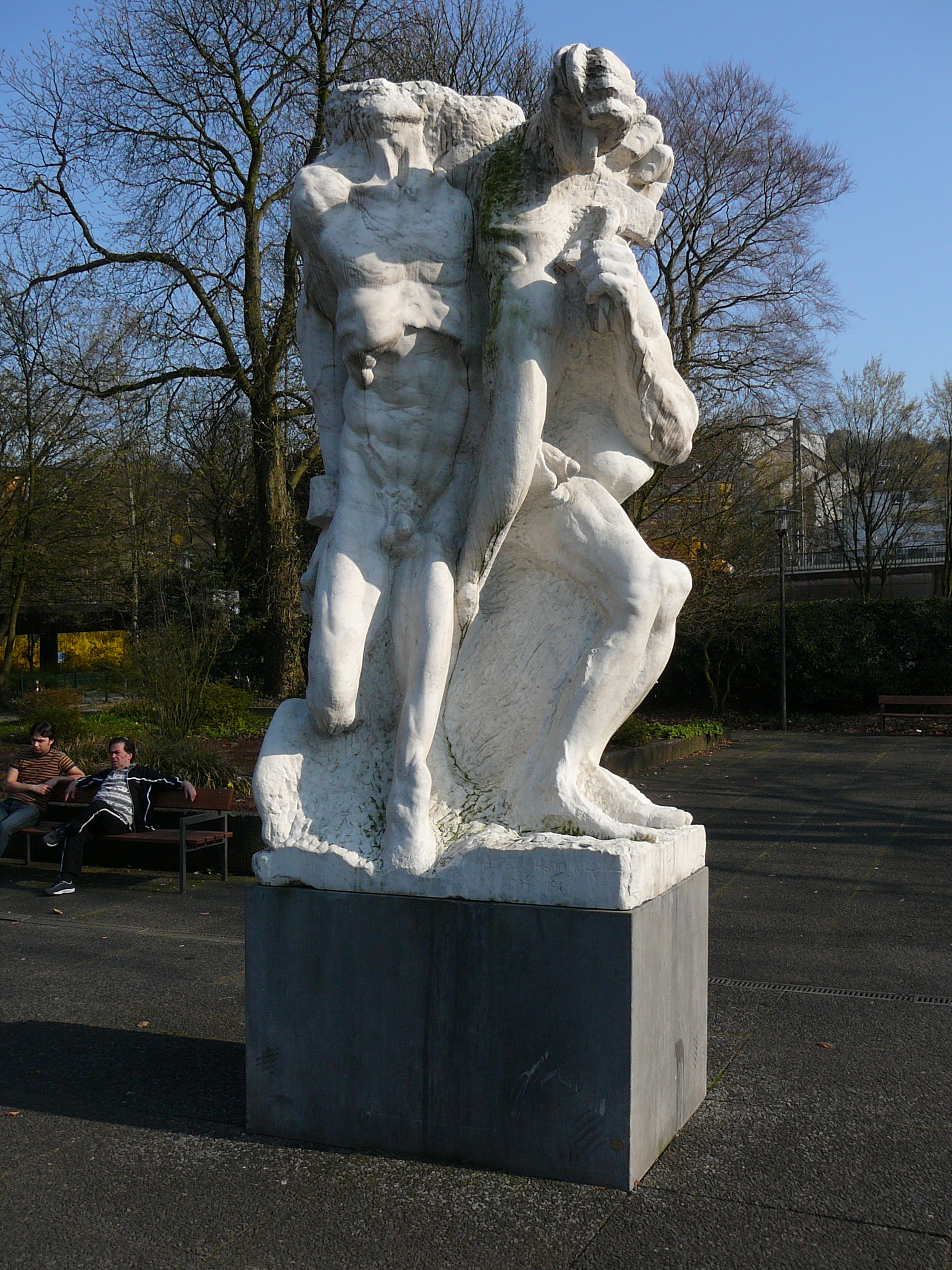
Die Starke Linke, Wuppertal

Alfred Hrdlicka of Alfred Hrdlička (Wenen, 27 februari 1928, - aldaar, 5 december 2009) was een Oostenrijkse beeldhouwer, schilder, tekenaar, graficus en auteur.

## Leven en werk
Na een opleiding van 1943 tot 1945 als tandtechnicus, studeerde Hrdlicka tot 1952 schilderkunst aan de Academie van beeldende kunsten in Wenen bij Albert Paris Gütersloh en Josef Dobrowsky. Aansluitend studeerde hij tot 1957 beeldhouwkunst bij Fritz Wotruba. In 1960 had hij zijn eerste expositie „Skulptur, Malerei und Grafik“ in de Wiener Zedlitzhalle in Wenen.
In 1964 trok hij internationale aandacht als vertegenwoordiger van Oostenrijk op de 32ste Biënnale van Venetië. Hrdlicka was van 1971 tot 1973 en van 1975 tot 1986 hoogleraar voor beeldhouwkunst aan de Staatliche Akademie der Bildenden Künste Stuttgart. Van 1973 tot 1975 kreeg hij deze aanstelling aan de Hochschule für bildende Künste Hamburg, van 1986 tot 1989 aan de Universität der Künste Berlin en ten slotte vanaf 1989 aan de Universität für angewandte Kunst Wien.
Alfred Hrdlicka woonde en werkte in Wenen, tot hij daar 5 december 2009 stierf op 81-jarige leeftijd.

## Belangrijke werken
- Haarmann-Cyclus (1965)
- Roll over Mondrian (etsen) (1967)
- Hölderlin-Cyclus (1971)
- Plötzenseer Totentanz, Evangelischen Gemeindezentrum Plötzensee, Berlijn (1972)
- Der Große Geist, Beelden in het Grugapark Essen in Essen
- Dietrich Bonhoeffer (1977) in diverse steden in Duitsland en Oostenrijk
- Die Starke Linke of Friedrich Engels-Denkmal, Engels-Haus in Wuppertal Unterbarmen (1981)
- Cyclus Die Wiedertäufer (1984)
- Gegendenkmal, Stephansplatz in Hamburg (1985/86)
- Marsyas, Mahnmal und Gedenkstein "Den Opfern und Kämpfern gegen faschistische Gewaltherrschaft Rassismus und Krieg", Höchstädtplatz in Wenen (1988)
- Mahnmal gegen Krieg und Faschismus (Monument tegen oorlog en fascisme), Albertinaplatz in Wenen (1988/89), bestaande uit de navolgende sculpturen:
  - Tor der Gewalt (graniet)
  - Kniende Jude (brons)
  - Bonhoeffer (brons)
  - Orpheus betritt den Hades (marmer)
  - Stein der Republik
  - Orpheus II (brons)
  - Orpheus I (brons)
  - Inkarnation (brons)
  - Marsyas I (brons)
- Maria Restituta-Skulptur, Stephansdom in Wenen (2009)

## Fotogalerij

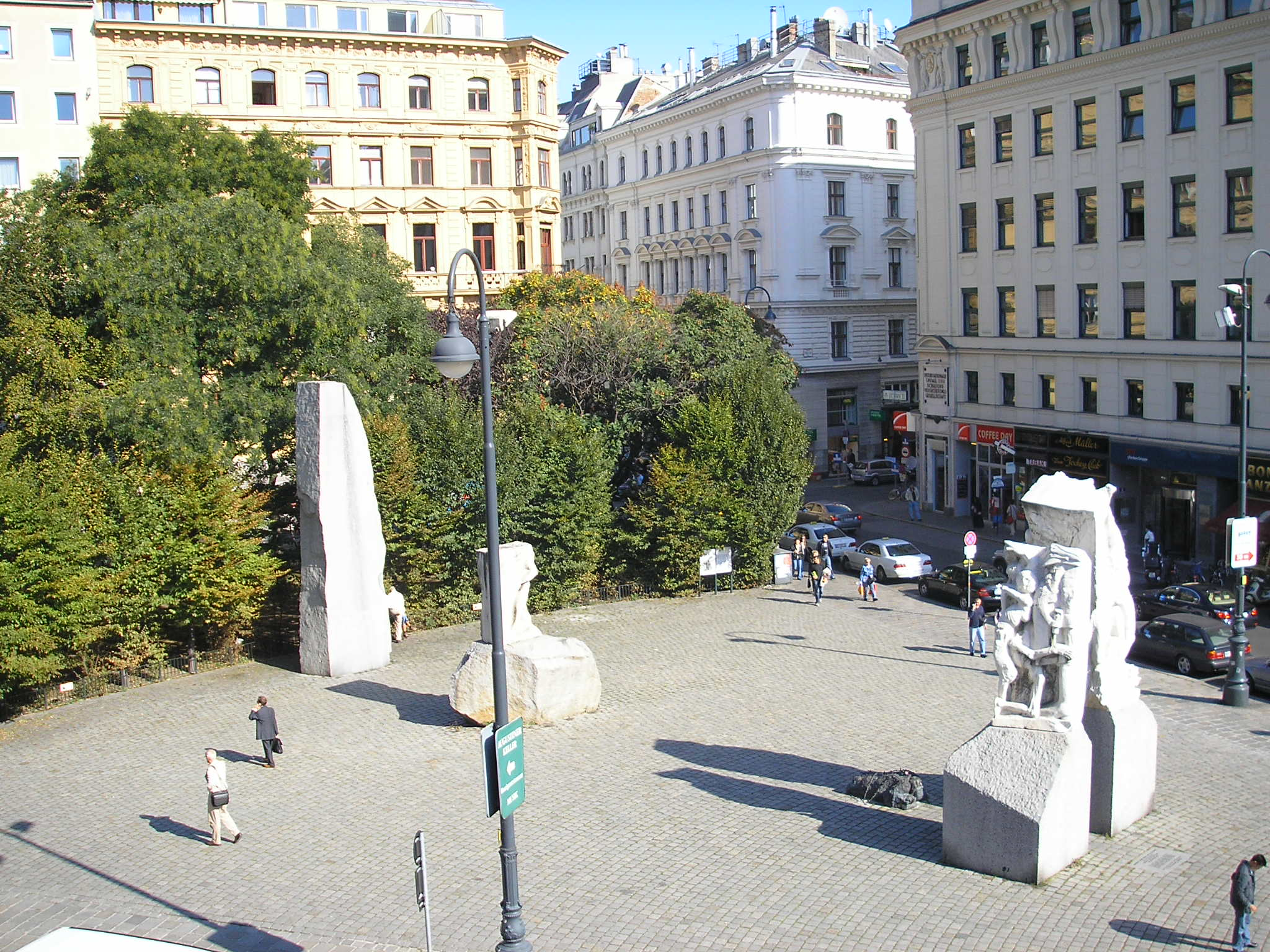
Mahnmal gegen Krieg und Faschismus, Wenen
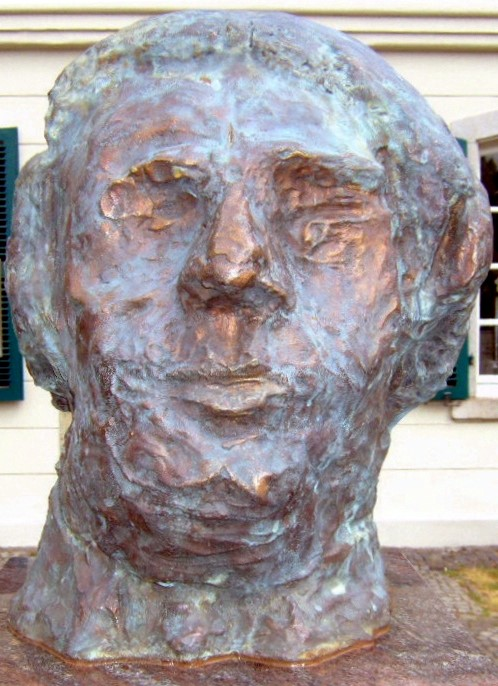
Robert Schumann in Bonn
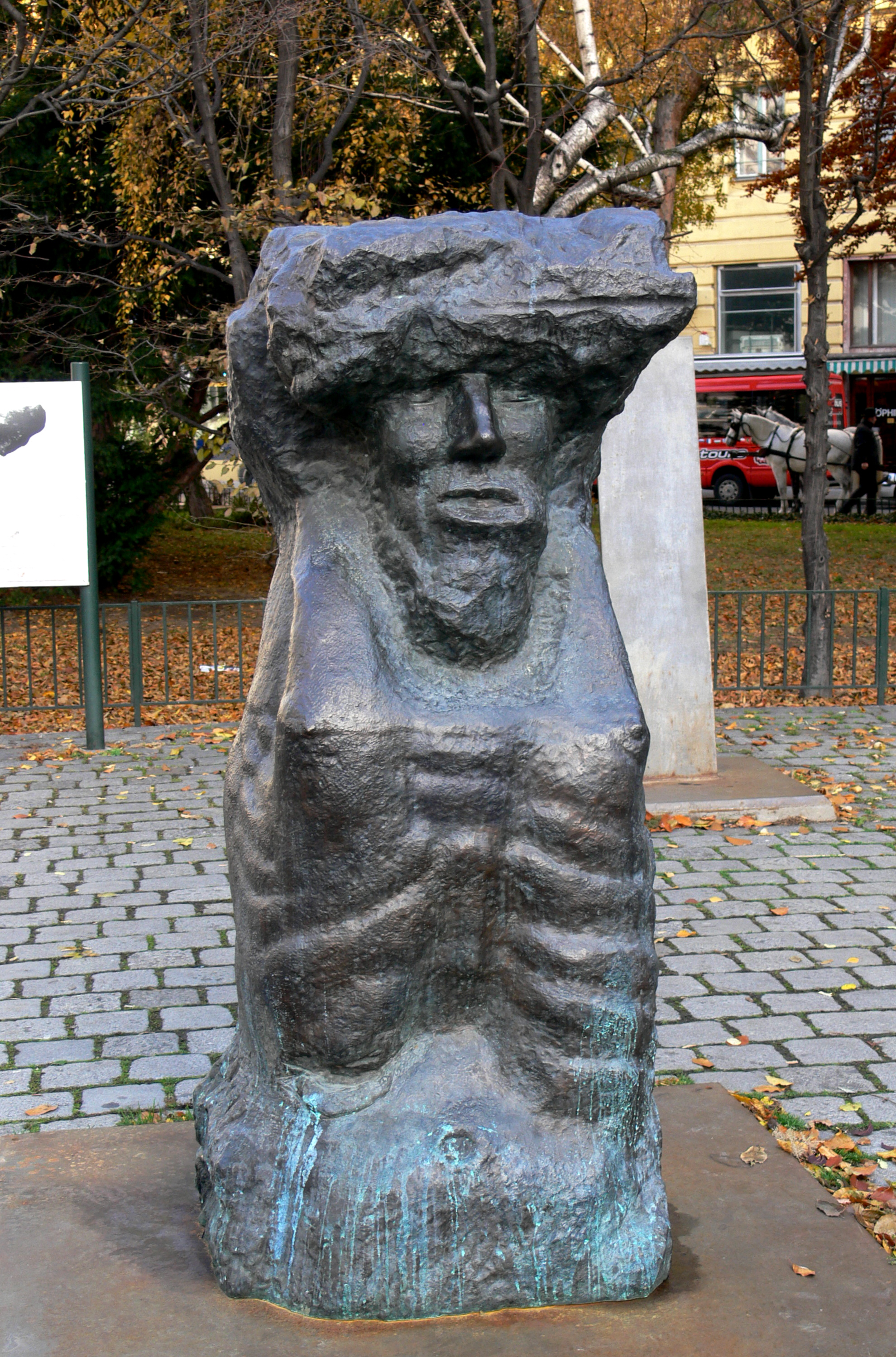
Inkarnation in Wenen
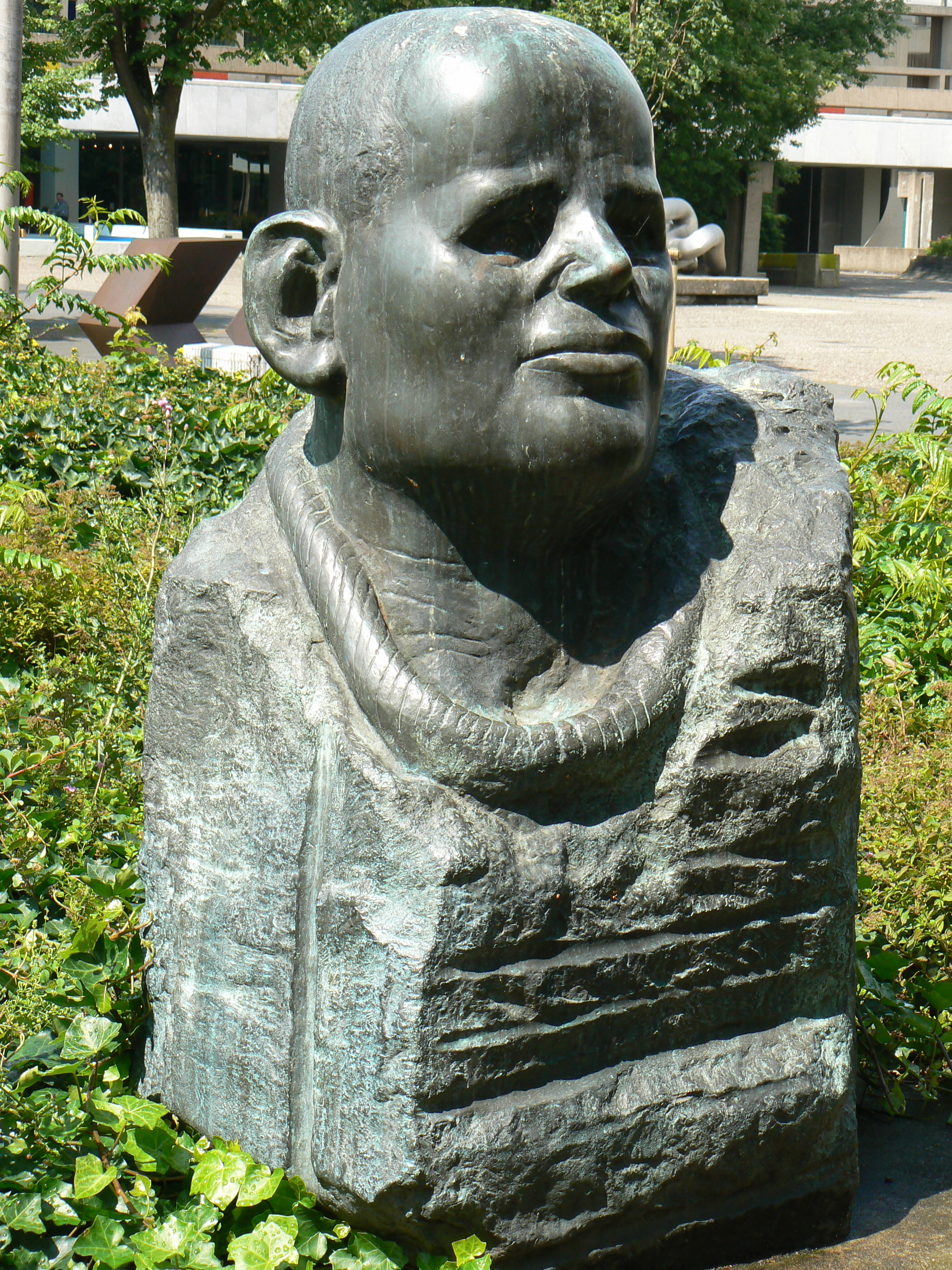
Dietrich Bonhoeffer buitencollectie Skulpturenmuseum Glaskasten
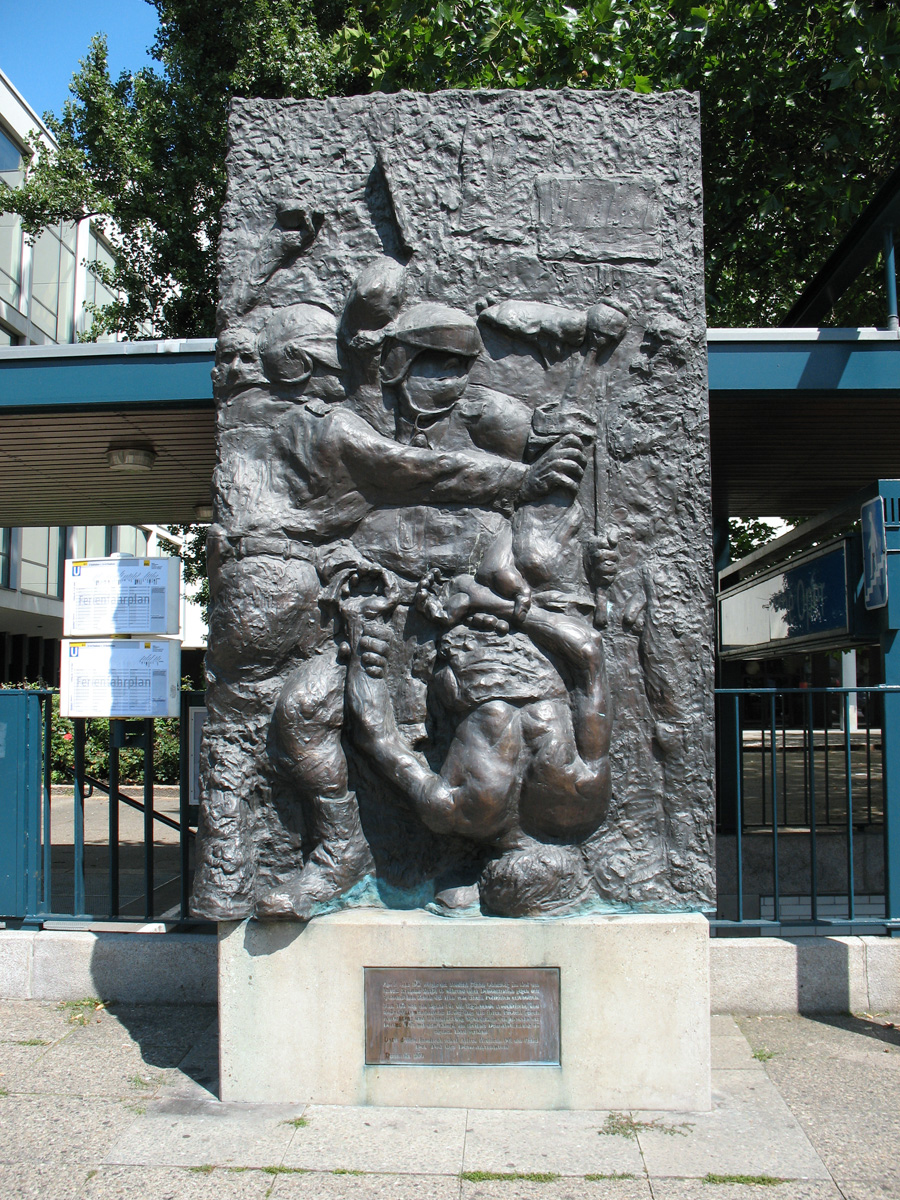
Reliëf "Der Tod des Demonstranten" (Benno Ohnesorg) in Berlijn

## Werken in Stuttgart
- Sterbender, Stauffenberger-Platz (1955-1958/59)[2]
- Marsyas I, Stauffenberger-Platz (1955/57-1962[3]
- Hommage à Sonny Liston, Stauffenberger-Platz (1963/65)[4]
- Denkmal für Eugen Bolz (reliëf), Königsstraße/Bolzstraße (1993)[5]

## Fotogalerij Stuttgart

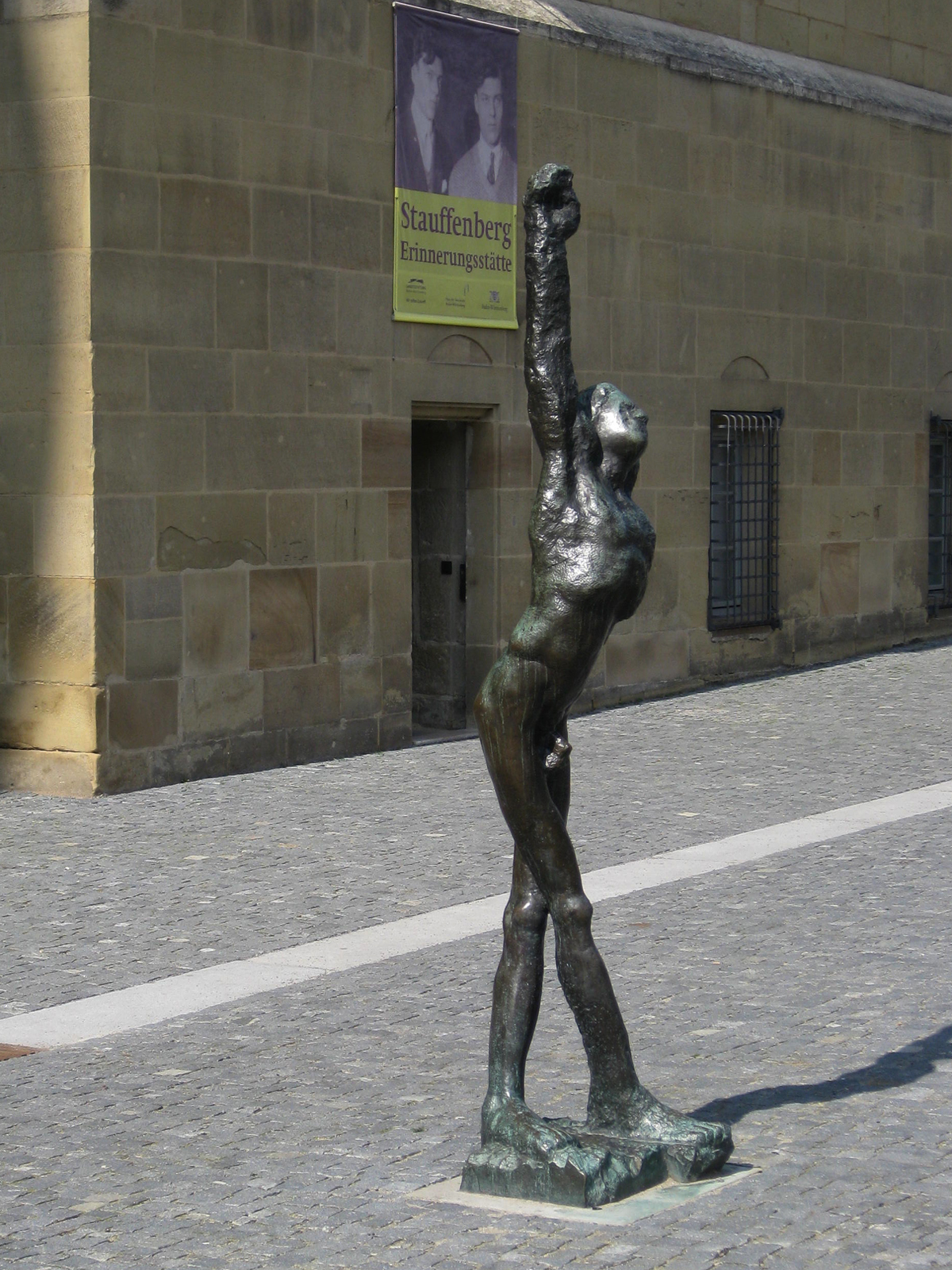
Marsyas I
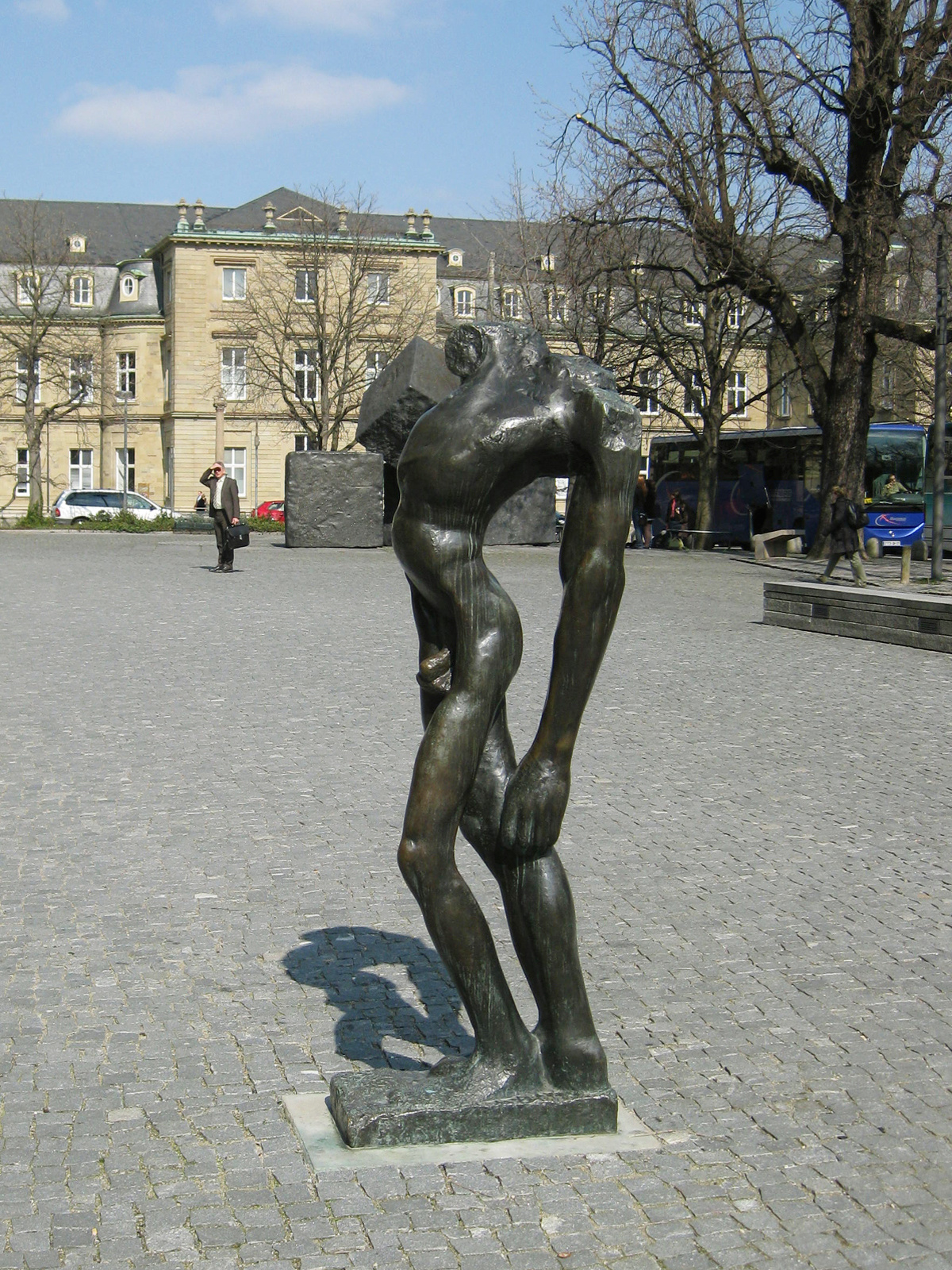
Sterbender
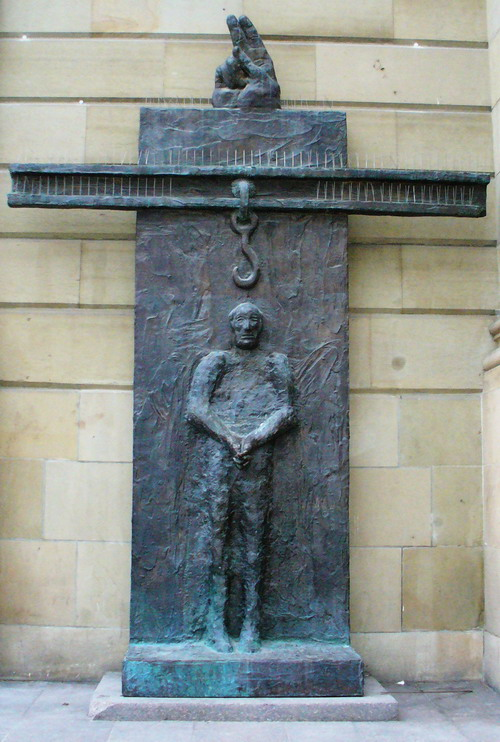
Denkmal für Eugen Bolz

## Kritiek
Een Weense expositie in 2008 dat van 12 maart tot 10 mei gepland was met homo-erotische schilderijen van Jezus en zijn apostelen, van Alfred Hrdlicka, maakte gelovigen wereldwijd boos. Saillant detail: hij exposeerde, met instemming van kardinaal Christoph Schoenborn, in het museum van de rooms-katholieke Stephansdom van Wenen.
De kerk verwijderde de voorstelling van een homoseksuele orgie van de apostelen al een paar dagen na de opening, maar de kritiek op de expositie bleef aanhouden. Museumdirecteur Bernhard Boehler verdedigde de expositie: Ik zie geen blasfemie. Mensen kunnen erin zien wat ze willen.
Er hing onder meer ook een schilderij van de kruisiging, waarbij een soldaat Christus slaat en tegelijk in het kruis vat. Volgens de directeur moet kunst nu eenmaal debat uitlokken.